# Tolne Skov
Tolne Skov er en privatejet skov, der er beliggende ved Tolne i Vendsyssel. Skoven dækker et areal på ca. 577 ha.
Skoven består af løvtræer og fyrretræer og har et varieret fugle- og dyreliv. Der har vokset løvtræ i området siden skovens indvandring. I begyndelsen af 1800-tallet var skovene næsten forsvundet, men i slutningen af 1800-tallet plantede man nåletræer på nogle arealer, hvor der tidligere voksede lyng. Plantagedelen af skoven er fra 1880.
Sammen med Tolne Bakker udgør skoven den nordligste del af det nordjyske morænelandskab. 
57°28′21.87″N 10°19′45.15″Ø / 57.4727417°N 10.3292083°Ø